# Śmierć na 1000 sposobów
Śmierć na 1000 sposobów (ang. 1000 Ways to Die) – amerykański serial, który przedstawia niezwykłe przypadki zgonów. Program zawiera wywiady z ekspertami, którzy opisują każdą śmierć. Niektóre z przedstawionych zgonów zostały nominowane do nagrody Darwina. Spektakl jest pełen czarnego humoru, który łagodzi ponury motyw śmierci. Przedstawiane są rekonstrukcje z wydarzeń wraz z komentarzem ekspertów, a czasem zeznaniami świadków. Pojawiają się też symulacje komputerowe.
Ze względu na widzów, ofiary prezentowanych nietypowych zgonów są opisywane jako osoby, które dopuściły się przestępstwa, łamały zasady współżycia społecznego, zdradzały partnera lub wykazały się wyjątkową głupotą i lekkomyślnością. Na początku każdego odcinka twórcy zaznaczają, że program opiera się na faktach, a nie je odwzorowuje. Przedstawianie ofiar w negatywnym świetle poprawia odbiór serialu: spotyka ich zasłużona kara. Tylko w nielicznych z prezentowanych śmierci, ofiarą jest osoba, która w niczym nie zawiniła, np. „kochający mąż i ojciec trójki dzieci”, którego zabiła niekompetencja współpracownika, który jest krętaczem, narkomanem lub alkoholikiem.

## Wersja polska

### Serie 1-2
Wersja polska: Studio Wolumen

Tekst:
- Andrzej Czułnowski (odc. 1-12),
- Grzegorz Szyller (odc. 13-24)

Czytał: Maciej Gudowski
emisja w 2021:
Czytał: Paweł Straszewski

### Serie 3-4
Opracowanie wersji polskiej: Bartosz Luboń

Czytał: Paweł Straszewski

## Odcinki
| Seria | Odcinki    | Premiera serii  | Finał serii     | Premiera serii       | Finał serii          |
| ----- | ---------- | --------------- | --------------- | -------------------- | -------------------- |
| 1     | 1–12 (12)  | 14 maja 2008    | 5 kwietnia 2009 | 23 marca 2011        | 8 czerwca 2011       |
| 2     | 13–24 (12) | 6 grudnia 2009  | 24 lutego 2010  | 3 lipca 2011         | 18 września 2011     |
| 3[A]  | 25–66 (42) | 3 sierpnia 2010 | 29 lutego 2012  | 17 stycznia 2012     | 16 lipca 2012        |
| 4     | 67–74 (8)  | 12 marca 2012   | 15 lipca 2012   | 10 października 2012 | 19 października 2012 |

Uwagi:
- A^ Trzecia seria została podzielona na 3 sezony (Sezon 2010 – 13 odcinków, sezon 2011 – 23 odcinki oraz sezon 2012 – 5 odcinków + godzinny odcinek specjalny).